# Zabrotes bexarensis
Zabrotes bexarensis är en skalbaggsart som beskrevs av John M. Kingsolver 1990. Zabrotes bexarensis ingår i släktet Zabrotes och familjen bladbaggar. Inga underarter finns listade i Catalogue of Life.